# Oberweickenhof
Oberweickenhof ist ein Ortsteil der Stadt Velburg im Oberpfälzer Landkreis Neumarkt in der Oberpfalz in Bayern.

## Geographie
Der Weiler liegt im oberpfälzischen Jura etwa 1 km nordöstlich des Tales der Schwarzen Laber auf circa 515 m über NHN.

## Verkehr
Das Dorf liegt zwischen den Velburger Ortsteilen Oberwiesenacker und Unterweickenhof, mit dem es durch Gemeindeverbindungsstraßen verbunden ist. Westlich vom Ort verlaufen die Kreisstraße NM 37 sowie die A 3. Eine Ortsstraße führt in südlicher Richtung zu einem großflächigen Steinbruchgebiet.

## Geschichte
Oberweickenhof ist wahrscheinlich in karolingischer Zeit durch fränkische Kolonisatoren angelegt worden. Der Weiler gehörte zur Herrschaft Helfenberg; in einer Verkaufsurkunde der ersten Hälfte dieser Herrschaft an Pfalzgraf Ruprecht ist der Weiler 1372 als „Weychenhoffen“ mit zwei Untertanen aufgeführt. Um 1400 bestand der Weiler aus acht Anwesen, ebenso noch um 1500. Im 17. Jahrhundert waren es dann zwei Anwesen weniger. Am Ende des Alten Reiches, um 1800, bestand der Weiler aus sechs kleineren  Anwesen und dem gemeindlichen Hirtenhaus; sie unterstanden hochgerichtlich nach wie vor dem pfalz-neuburgischen Amt Helfenberg.
Im Königreich Bayern (1806) wurde um 1810 der Steuerdistrikt Unterwiesenacker gebildet, der dem Landgericht Parsberg zugeordnet war, ihm gehörten
- Unterwiesenacker,
- Oberwiesenacker mit der Gehermühle,
- Oberweickenhof,
- Unterweickenhof,
- Hilzhofen und
- Habertshofen an.

Mit dem Gemeindeedikt vom 15. Mai 1818 wurde daraus die parsbergisch-landgerichtliche Ruralgemeinde Oberwiesenacker mit den Ortsteilen 
- Unterwiesenacker,
- Habertshofen,
- Habsberg mit Kirche,
- Hilzhofen,
- Oberweickenhof,
- Oberwiesenacker mit Gehermühle (diese seit 1830 eigens aufgeführt),
- Unterweickenhof mit Kirche
- und seit circa 1830 Richthof.[5]

In Gemeindeteil Oberweickenhof lebten
- 1836 42 Einwohner (7 Häuser),[6]
- 1875 38 Einwohner (22 Gebäude; an Großviehbestand 6 Pferde und 49 Stück Rindvieh),[7]
- 1900 42 Einwohner (8 Wohngebäude),[8]
- 1925 46 Einwohner (8 Wohngebäude),[9]
- 1938 45 Einwohner (nur Katholiken),[10]
- 1950 50 Einwohner (8 Wohngebäude).[11]
- 1987 47 Einwohner (9 Gebäude mit Wohnraum, 9 Wohnungen).[12]

Durch das Neubaugebiet im Norden des Dorfes sind heute 43 Hausnummern vergeben.
Im Zuge der bayerischen Gebietsreform wurde die Gemeinde Oberwiesenacker am 1. Mai 1978 in die Stadt Velburg bzw. in die Gemeinde Pilsach eingemeindet; der Weiler Oberweickenhof kam nach Velburg.

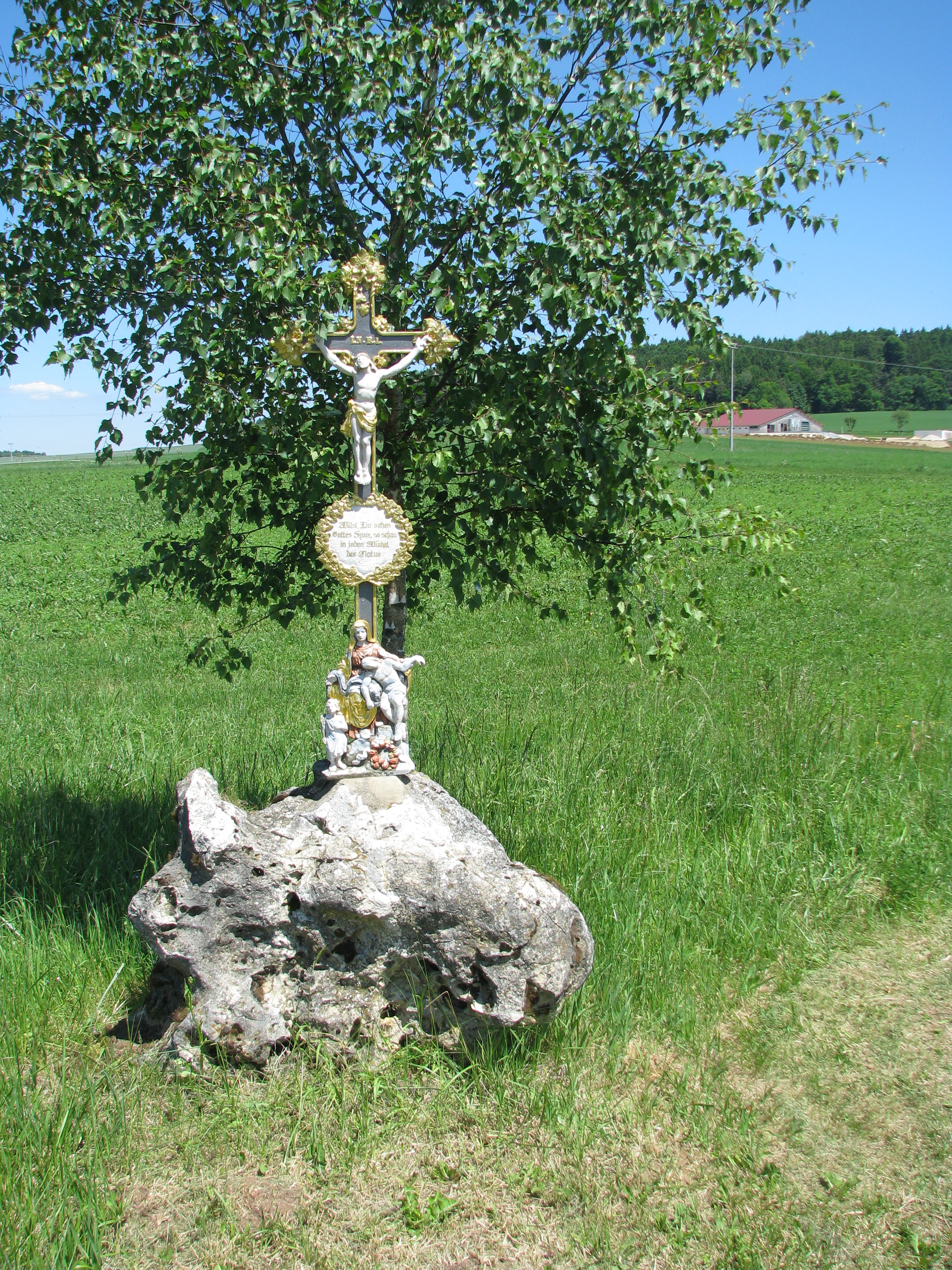
Flurkreuz bei Oberweickenhof

### Kirchliche Verhältnisse
Der Weiler gehört seit altersher zur Pfarrei St. Willibald zu Oberwiesenacker mit der Filiale Kirchenwinn im Bistum Eichstätt. Von 1552 bis 1626 war mit Pfalz-Neuburg die Pfarrei und damit auch Oberweickenhof evangelisch. Am nördlichen Ortsrand befindet sich die aus dem 18. Jahrhundert stammende private Wegkapelle St. Maria.
Siehe Liste der Baudenkmäler in Velburg#Oberweickenhof.